# Liste der Monuments historiques in Théméricourt
Die Liste der Monuments historiques in Théméricourt führt die Monuments historiques in der französischen Gemeinde Théméricourt auf.

## Liste der Bauwerke
| Bezeichnung               | Beschreibung                  | Standort | Kennzeichnung | Schutzstatus | Datum | Bild           |
| ------------------------- | ----------------------------- | -------- | ------------- | ------------ | ----- | -------------- |
| Croix de l’Ormeteau-Marie | Kreuz                         | (Lage)   | PA00080212    | Classé       | 1938  | weitere Bilder |
| Kirche Notre-Dame         | Erbaut im 12./13. Jahrhundert | (Lage)   | PA00080213    | Classé       | 1929  | weitere Bilder |

## Liste der Objekte

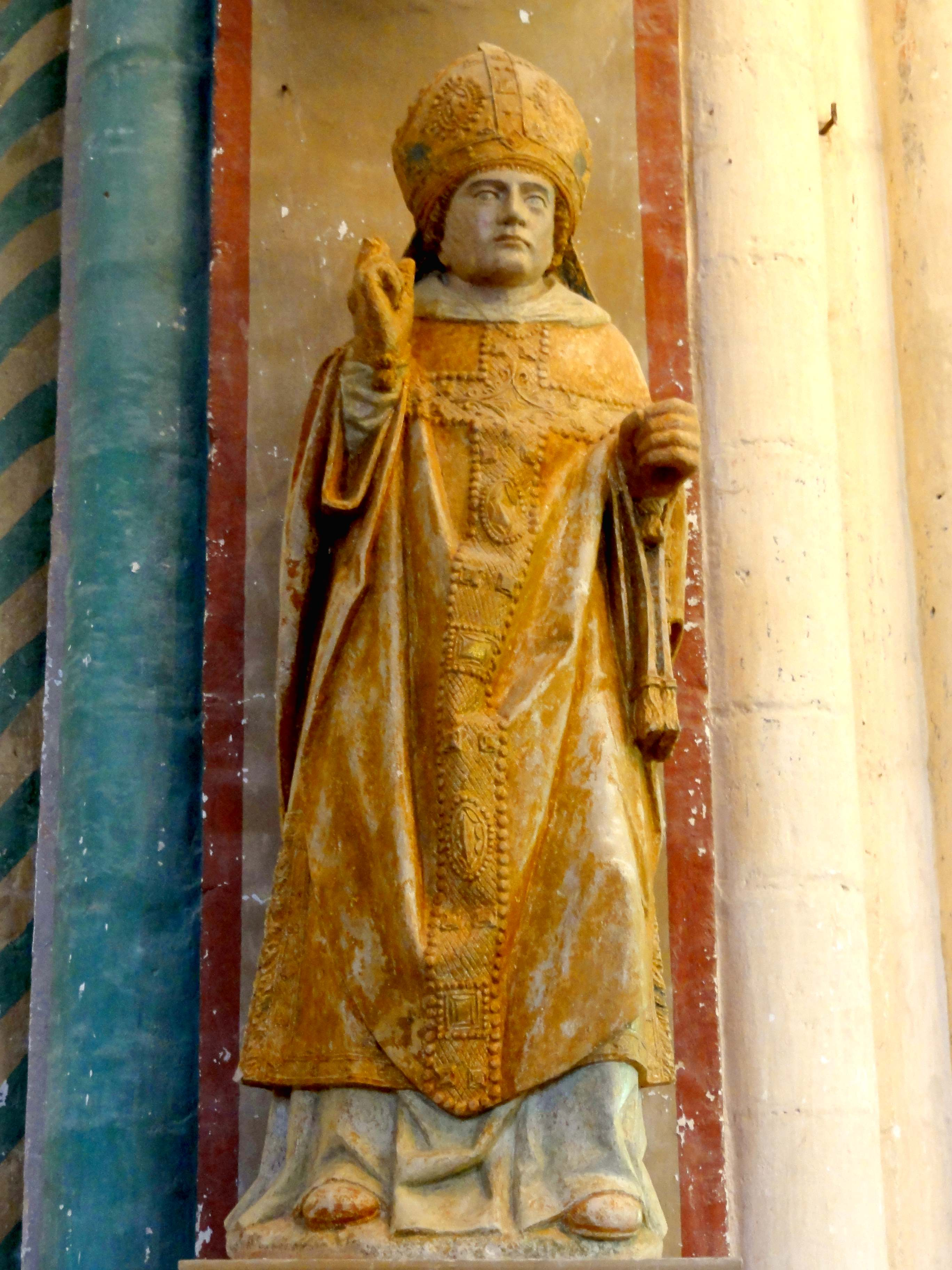
Skulptur des heiligen Blasius (16. Jahrhundert) in der Kirche Notre-Dame

- Monuments historiques (Objekte) in Théméricourt in der Base Palissy des französischen Kultusministeriums